# Cerodontha robusta
Cerodontha robusta este o specie de muște din genul Cerodontha, familia Agromyzidae, descrisă de Malloch în anul 1925. Conform Catalogue of Life specia Cerodontha robusta nu are subspecii cunoscute.